# Chetone hydra
Chetone hydra là một loài bướm đêm thuộc phân họ Arctiinae, họ Erebidae.